# V.I.P. (série télévisée)
Pour les articles homonymes, voir V.I.P..
V.I.P. ou Vallery Irons Protection (V.I.P.) est une série télévisée américaine en 88 épisodes de 42 minutes, créée par J. F. Lawton (en) et diffusée entre le 26 septembre 1998 et le 18 mai 2002 en syndication.
En France, la série a été diffusée à partir du 24 juillet 1999 sur TF1, et au Québec à partir du 1er septembre 2000 sur le réseau TQS,.

## Synopsis
Vallery Irons, une femme qui a sauvé accidentellement une célébrité, est embauchée par une véritable agence de gardes du corps comme une célèbre figure de proue, alors que ce sont les autres membres de l'agence qui travaillent à résoudre les cas. Ironie du sort, son manque de compétences d'enquêtrice finira par vaincre les antagonistes dans chaque épisode.
Les autres membres de l'équipe sont un panel de personnes issues de milieux fort différents : un ancien membre du KGB, CIA, FBI, une spécialiste en informatique, un maître en karaté, un ancien policier et un ancien boxeur de rue.

## Distribution
- Pamela Anderson (VF : Malvina Germain puis Véronique Biefnot) : Vallery Irons, la prestigieuse figure de proue
- Molly Culver (VF : Caroline Beaune puis Fabienne Loriaux) : Tasha Dexter, une ancienne espionne
- Natalie Raitano (VF : Emmanuelle Pailly puis Carole Baillien) : Nikki Franco, une experte en armes et explosifs
- Shaun Baker (en) (VF : Eric Aubrahn puis Arnaud Léonard) : Quick Williams, un ancien boxeur
- Leah Lail (en) (VF : Sophie Forte puis Béatrice Wegnez) : Kay Simmons', une experte en informatique
- Dustin Nguyen (VF : Alexandre Gillet puis Philippe Allard) : Johnny Loh, un cascadeur, maître en karaté
- Angelle Brooks (en) (VF : Stéphanie Murat (saison 1), Barbara Tissier (saisons 2 et 3) puis Maia Baran) : Maxine De La Cruz, la meilleure amie de Vallery

Rem: à noter que le doublage des saisons 1 à 3 se faisait en France avant de se faire en Belgique pour la saison 4.
 Source et légende : version française (VF) sur RS Doublage

### Invités
- Bryan Cranston : Colt Arrowr (saison 1, épisode 1)
- Dean Norris : Jackson Lasarr (saison 1, épisode 1)
- Udo Kier : Viktor Balek (saison 1, épisode 2)
- John Cho : Flower Delivery Guy (saison 1, épisode 3)
- Jay Leno : Lui-même (saison 1, épisode 6 / saison 2, épisode 6)
- Charlie O'Connell : Jimmie (saison 1, épisode 8)
- Coolio : Lui-même (saison 1, épisode 9)
- Gregory Itzin : Ronnie Beeman (saison 1, épisode 10)
- Ice-T : Prophet (saison 1, épisode 22 / saison 2, épisode 8)
- Eva Mendes : Esmeralda (saison 1, épisode 22)
- Thomas Kretschmann : The Owl (saison 2, épisode 1 / saison 3, épisode 20)
- Will Yun Lee : Bobby Wu (saison 2, épisode 9)
- Paul McCartney : Lui-même (saison 2, épisode 13)
- Brian Thompson : Thomas Binford Shaklee (saison 3, épisode 5)
- Ray Wise : Judge Kreiger (saison 3, épisode 10)
- George Takei : KOP's Voice (saison 3, épisode 14)
- Mark Hamill : Ned Irons (saison 4, épisode 7)
- Jeffrey Dean Morgan : Randall Waring (saison 4, épisode 21)

## Épisodes

### Première saison (1998–1999)
1. Un hot dog… très chaud (Beats Working at a Hot Dog Stand)
2. Un passé pas très net (What to Do With Vallery When You're Dead)
3. Photos matées (Bloody Val-entine)
4. Y a-t-il quelqu'un pour sauver le prince ? (One Wedding and Val's Funeral)
5. À vue de nez… amoureuses ? (Scents and Sensibility)
6. Le Diamant voyageur (Diamonds are a Val's Best Friend)
7. Qui veut la peau de Peri Woodman ? (Deconstructing Peri)
8. Panier de crabes (Val Got Game)
9. Beautés volées (Vallery of the Dolls)
10. Une télé pas très cathodique (Midnight in the Garden of Ronnie Beeman)
11. Le Chat et les Souris (Good Val Hunting)
12. Une mariée… bien dotée (Escape from Val-catraz)
13. Hong-tong connection (The Last Temptation of Val)
14. Méprise d'otages (Val Under Siege With a Vengeance)
15. Une mort à l'eau (Val on the Run)
16. Un tube et des tops ! (ThunderVal)
17. Le Bon, la Brute et la Brute (The Quiet Brawler)
18. Les bulles contre-attaquent (K-Val)
19. Allô docteur Bobo (Mudslide Val)
20. Gangs de boxe (Raging Val)
21. Un ex sans complexes (Three Days to a Kill)
22. Qui double qui ? (Val the Hard Way)

### Deuxième saison (1999–2000)
1. Le Retour du hibou (Return of the Owl)
2. Caprice de star (Big Top Val)
3. Babysitting pour VIP (Ransom of Red Val)
4. Une valise pas très diplomatique (Dr StrangeVal)
5. Mon ennemi juré (Quick and the Dead)
6. Un héritage embarrassant (Valma and Louise)
7. Telle mère, telle fille (Stop or Val's Mom Will Shoot)
8. Menace biologique sur Los Angeles (Val Goes to Town)
9. Destination Chinatown (Mao Better Blues)
10. Happy Millenium (Why Too Kay?)
11. Qui dit mieux ? (Dangerous Beauty)
12. Seuil de rupture (Analyse Val)
13. Protection bénévole (All You Need is Val)
14. Les V. I. P. s'agrandissent (New Val'd Order)
15. Dessous de charme (Vallery's Secret)
16. Au secours des rock stars (Hard Val's Night)
17. Les Bons, le Menteur et les Truands (Third Eye Blond)
18. Ils ne pensent qu'à ça (Val's on First)
19. La croisière s'enlise (Val Point Blank)
20. Parrain par interim (Franco in Love)
21. Détournements de fonds (Lights, Camera, Val)
22. Mission impassible (Ride of the Valkyries)

### Troisième saison (2000–2001)
1. L'île du danger (Survi-Val)
2. Le masque de Gin Do (Loh-Down Dirty Shame)
3. Avec les yeux de Val (For Val's Eyes Only)
4. V.I.P., R.I.P. (V.I.P., R.I.P.)
5. Un train d'enfer (Throw Val from the Train)
6. Bracelets piégés (Run, Val, Run)
7. Samouraï par intérim (Magnificent Val)
8. Les chevaliers du chaos (ExValibur)
9. OPA à Hollywood (Get Vallery)
10. Une expo à haut risque (Bodyguards)
11. Protection spatiale (Val in Space)
12. Deux Val, bonjour les dégâts (Val Squared)
13. Quick fait face à son passé (Val on Fire)
14. Un sentiment virtuel (A.I. Highrise)
15. Quand Val mène le bal (Val in Carnation)
16. La barbe ne fait pas le moine (Goodfidellas)
17. L'appel de l'Amazonie (Amazon Val)
18. Voyeurisme autorisé (Val Under Covers)
19. Drôle de poisson (Aqua Valva)
20. Deux maris valent mieux qu'un (Molar Ice Cap)
21. Amitié passagère (It's Val Wonderful Life)
22. Valery et le big bang (Val's Big Bang)

### Quatrième saison (2001–2002)
1. 21 Val Street (21 Val Street)
2. Princesse en détresse (Chasing Anna)
3. Le Pouvoir du centaure (Holy Val)
4. Potion magique (Millennium Man)
5. Agent malgré lui (South by Southwest)
6. Circuit fermé (Valzheimer's)
7. Oncle Ned (The Uncle From V.A.L.)
8. Réalité (Pen Pal Val)
9. Assaut furtif (Kayus Ex Machina)
10. La Main du dragon (Crouching Tiger, Hidden Val)
11. C'était pour rire (Saving Private Irons)
12. Docteur Val (Diagnosis Val)
13. Les Anges verts (Val Cubed)
14. Témoin dangereux (The K-Files)
15. Donnant-donnant (48½ Hours)
16. Une soirée très "CHiPS" (Dude, Where's My Party?)
17. Chantage sur la navette (Kiss the Val)
18. Concours mortel (Miss Con-Jeanie-Ality)
19. Brebis galeuses (Sunshine Girls)
20. Le Retour de ma "mauvaise moi" (True Val Story)
21. Esprit d'équipe (Val Who Cried Wolf)
22. Une recette convoitée (Valley Wonka)

## Commentaires
- V.I.P. signifie Vallery Irons Protection.
- La série était un mélange d'action et de comédie où Pamela Anderson prenait plaisir à jouer avec son image de tabloïd.

## Jeu vidéo
En novembre 2001, V.I.P. est sorti sur les console PlayStation, PlayStation 2, Windows, Game Boy Color et Game Boy Advance.